# Сергейчик, Михаил Алексеевич
Михаил Алексеевич Сергейчик (18 июня (1 июля) 1909, Либава, Курляндская губерния, Российская империя — 31 мая 1993, Москва, Российская Федерация) — советский государственный деятель, председатель Государственного комитета СССР по внешним экономическим связям (1984—1985), один из виднейших организаторов и руководителей ВТС страны, генерал-полковник.

## Биография
Родился в семье рабочего в 1909 году. 1914—1917 гг. провёл в г. Кронштадте.
В 1923 г. — начал трудовую деятельность фальцовщиком типографии газеты «Красное Знамя», г. Чернигов.
В 1928 г. — чернорабочий, каменщик, столяр на строительстве железнодорожных линий Чернигов — Овруч и Новобелица — Прилуки.
В 1930 г. — столяр Горжилсоюза, г. Чернигов, направлен (без отрыва от производства) на 6-ти месячные курсы подготовки во ВТУЗы.
В 1930 г. — слушатель специального (особого назначения) факультета Казанского химико-технологического института (КХТИ).
В 1932 г. — по личному рапорту, призван в Рабоче-крестьянскую Красную армию (РККА) и зачислен слушателем командно-технического факультета Военной академии химической защиты, г. Москва.
В 1932—1937 гг. — слушатель и выпускник 1-го (первого) выпуска Военной академии химической защиты, г. Москва.
В 1937—1938 гг. — начальник цеха завода № 148 Наркомхипрома, г. Дзержинск, Горьковская область.
В 1938—1939 гг. — в течение двух сроков находился в составе Группы советских военных специалистов в республиканской Испании, в должности заместителя советника и далее — старшего советника начальника химической службы при Главном штабе республиканской армии. В октябре 1938 г. награждён медалью «Антифашистской милиции и армии» республиканской Испании.
Член ВКП (б) с 1939 г.
В 1939 г. — начальник опытного цеха НИИ № 42 наркомата химической промышленности СССР, г. Москва; начальник особой группы военного отдела наркомата химической промышленности СССР.
В 1939—1945 гг. — выполнял специальные задания командования, находясь в долгосрочных заграничных командировках, а также занимался вопросами внешней торговли и внешнеэкономических связей.
В 1939—1941 гг. — РУ ГШ РККА, начальник группы, а далее начальник Инженерного отдела Торгпредства СССР в Берлине, председатель объединённого месткома служащих советских организаций в Германии.
В 1941—1942 гг. — выполняет оперативные задания РУ ГШ РККА на Центральном фронте.
В 1942—1944 гг. — в аппарате Уполномоченного НКВТ СССР в Иране, заместитель Уполномоченного НКВТ СССР по транзиту, начальник отдела «Техноэкспорт» Объединения «Ирансовтранс» НКВТ СССР в Иране, которое фактически стало первым Государственным посредником, получившим полномочия правительства СССР на практическую реализацию военно-технического сотрудничества с иностранными государствами; осуществлял организацию и управление поставками машин и оборудования от союзных государств по Трансиранскому маршруту в рамках ленд-лиза.
В 1944—1945 гг. — выполняет оперативные задания ГРУ ГШ РККА.
В 1945—1947 гг. — руководитель миссии ЮНРРА в Югославии.
В 1947—1950 гг. — заместитель Министра внешней торговли СССР по кадрам.
В 1950—1953 гг. — начальник Инженерного управления, в 1953—1955 гг. — заместитель начальника Главного Инженерного управления (ГИУ) Министерства внешней торговли СССР (с момента создания ГИУ, 08.05.1953 г.).
В 1955—1957 гг. — экономический советник посольства СССР в Федеративной Народной Республике Югославии.
В 1957—1959 гг. — заместитель начальника, в 1959—1975 гг. — начальник Главного Инженерного управления Государственного комитета Совета министров СССР по внешним экономическим связям (ГИУ ГКЭС).
В 1975—1979 гг. — заместитель председателя, с 1979—1984 гг. — первый заместитель председателя, в 1984—1985 гг. — председатель (в ранге министра СССР) Государственного комитета СССР по внешним экономическим связям (ГКЭС СССР).
С ноября 1985 г. персональный пенсионер союзного значения.
Скончался 31.05.1993 г., в Москве.
Похоронен с воинскими почестями в г. Москве, на Троекуровском кладбище (уч. 10).

## Награды и звания
Награждён:
2 (двумя) Орденами Ленина;
Орденом Октябрьской Революции;
2 (двумя) Орденами Красного Знамени;
Орденом Отечественной войны I-ой степени;
2 (двумя) Орденами Трудового Красного Знамени;
3 (тремя) Орденами Красной Звезды;
Медалью «За боевые заслуги»;
другими советскими и зарубежными орденами и медалями.